# Dologház

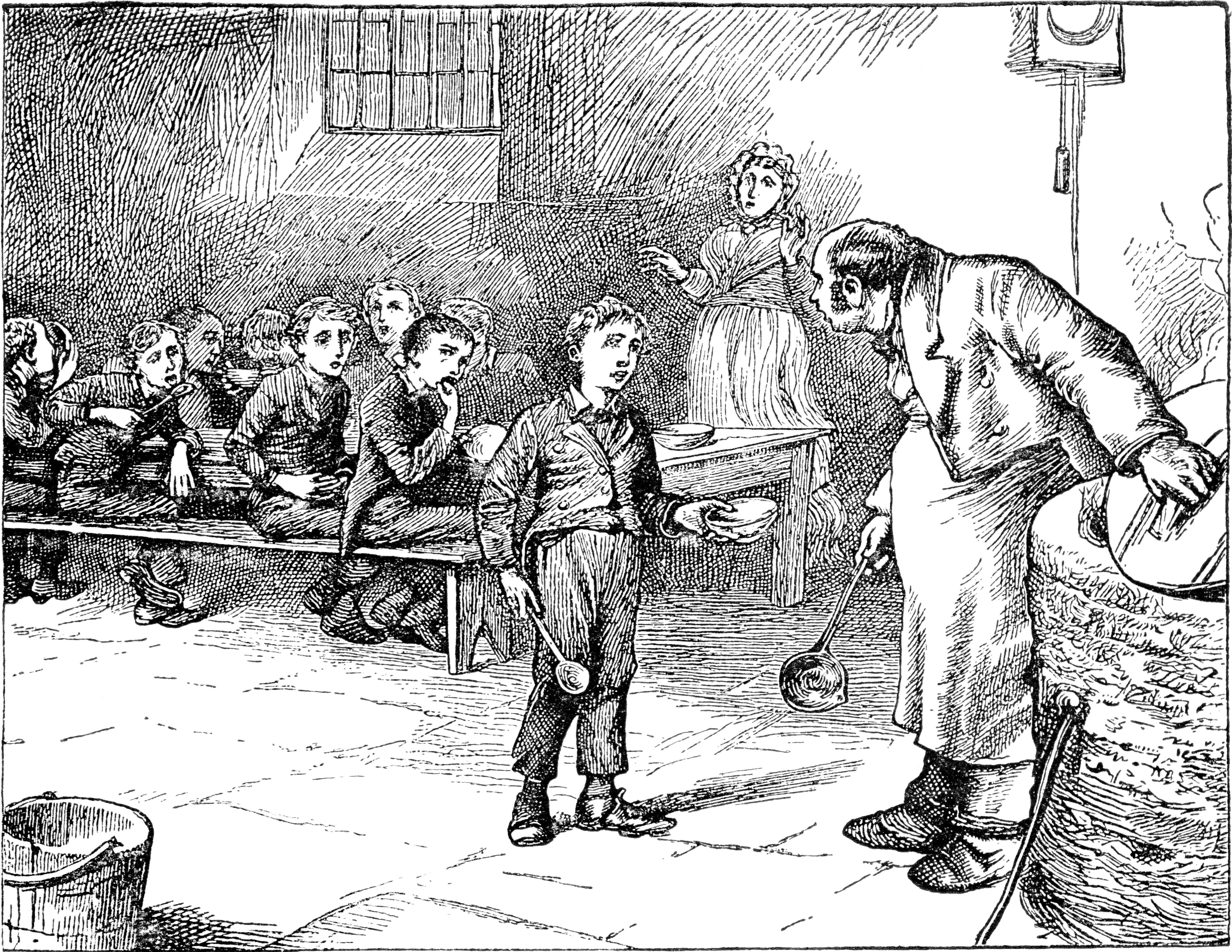
Illusztráció a Twist Olivérhez

A dologház egy büntetés-végrehajtási mód volt, ami a 15. század végi Amszterdamból terjedt el a német államokon keresztül Európában. A dologház fogalmában keveredik valami jótékony célú és valami börtönféle értelem, hiszen a dologház – helytől és időtől függően eltérően – börtön és szociális otthon is volt egyben. A dologházba utalt vagy kényszerített ember ellátást és lakhelyet kapott, amiért egész nap dolgoznia kellett és börtönszerű fegyelemben élt, félig-meddig rabszolgasorban. A szegényeken kívül sok esetben árvákat, öregeket, rokkantakat, részegeseket, lustákat, prostituáltakat, engedetlen szolgákat, munkakerülőket stb. is dologházba zártak.
A dologházi törvények szerint a „lakók” tehát a „kisbűnösök” voltak.
A dologház legjellemzőbb sajátossága a súlyosabb bűnelkövetőktől való elkülönítés, a kemény munka, a fegyelmezés, a lélekápolás, a tanítás, és az egészség felügyelete volt. A dologház eltért a fegyház drasztikus bűnöző-őrző, testileg is kínzó-fegyelmező gyakorlatától és előzménye a modern büntetés-végrehajtásnak.
A 19. században a vármegyei, városi börtönök mellett a dologházak rabdolgoztató intézményekként működtek. Ez a megoldás keverte a büntetés-végrehajtást a nevelő célzatú  munka eszméjével, és a börtön költségeit is csökkentette.
Magyarországon ilyen intézmény Mária Terézia korában és engedélyével jött lére Szencen, majd átköltözött Tallósra, aztán Szegedre és rövidesen megszűnt.
Dologházi törvényt a magyar jogtörténet is ismer, ami nem büntetés-végrehajtási intézetet, hanem a szabadságvesztés határozatlan formáját fogalmazta meg. Az 1913:XXI. t.c. úgy intézkedik, hogy azt a keresetre utalt munkaképes egyént, aki csavarog vagy más munkakerülő életmódot folytat vagyis közveszélyes munkakerülő, a bíróság dologházba küldheti.
A 19. században a dologházak fokozatosan eltűntek, bár hivatalosan még a 20. század elején is létezett nem egy.